# Філіповиці (Краківський повіт)
Філіповиці (пол. Filipowice) — село в Польщі, у гміні Кшешовиці Краківського повіту Малопольського воєводства.
Населення — 2058 осіб (2011).
У 1975-1998 роках село належало до Краківського воєводства.

## Демографія
Демографічна структура станом на 31 березня 2011 року:
|          | Загалом | Допрацездатний вік | Працездатний вік | Постпрацездатний вік |
| -------- | ------- | ------------------ | ---------------- | -------------------- |
| Чоловіки | 1005    | 185                | 691              | 129                  |
| Жінки    | 1053    | 159                | 648              | 246                  |
| Разом    | 2058    | 344                | 1339             | 375                  |